# Marlborough Farms
Marlborough Farms — дебютный студийный альбом американской инди-рок группы The Ladybug Transistor из Бруклина (Нью-Йорк). Он был выпущен 4 октября 1996 года на лейбле Feeding Frenzy Records
Альбом был назван в честь домашней студии вокалиста/гитариста Гэри Олсона.

## Отзывы
| Оценки критиков                   | Оценки критиков |
| Источник                          | Оценка          |
| --------------------------------- | --------------- |
| AllMusic                          | [ 1 ]           |
| The Encyclopedia of Popular Music | [ 4 ]           |

Marlborough Farms получил положительные отзывы от музыкальных критиков. Критик AllMusic Джон Пруэтт оценил альбом на 3,5 из 5 и отметил что «Сочетая гитарные эффекты My Bloody Valentine с гармониями, взятыми из вашего любимого сборника песен 60-х, группе удаётся сделать сильную, чрезвычайно затягивающую дебютную пластинку, которая ясно показывает их влияние, но оставляет после себя новый, неизгладимый голос. В „Magic Forest Report“ группа сочетает психоделические колебания с нестандартными гармониями мальчика и девочки и пропульсивным ритмом, а „Sneedle“ — это быстро развивающаяся поп-песня, покрытая тёплыми отзывами и межзвёздными устремлениями. „Seadrift“ — хорошо оркестрованное сочетание Ride и Beach Boys, а „Blaze“ — мелодия и гитарные эффекты. „Land“ — это отстранённый рок с жужжащими гитарами и небесными вокальными линиями, а в космическом кантри-блюзе „95 Miles Per Hour“ группа вызывает призраков Rolling Stones прошлого с лёгким налётом Spiritualized. С такими треками легко понять, как группа эволюционировала в более барочное поп-пространство, в котором она окажется на более поздних альбомах».
Дуглас Уолк в журнале Salon назвал альбом «грамотным подражанием Pavement с некоторыми любопытными штрихами в аранжировках, например, партиями трубы вокалиста Гэри Олсона».

## Список композиций
1. «Wheel»
2. «(Theme To) Lout»
3. «Magic Forest Report»
4. «Sneedle»
5. «Seadrift»
6. «Blaze»
7. «95 Miles Per Hour»
8. «Land»
9. «Twice a Lifetime»
10. «Song for Vocoder and Trumpet»